# Tórax
O tórax é uma parte da anatomia dos mamíferos e outros animais tetrápodes localizada entre o pescoço e o abdômen. Em insetos, crustáceos e nos extintos trilobitas, o tórax é uma das três principais divisões do corpo da criatura, cada uma das quais, por sua vez, é composta de múltiplos segmentos.
O tórax humano inclui a cavidade torácica e a parede torácica. Ele contém órgãos, incluindo o coração, os pulmões e o timo, bem como músculos e várias outras estruturas internas. Muitas doenças podem afetar o tórax, e um dos sintomas mais comuns é a dor torácica.
A palavra tórax vem do grego θώραξ thṓrax "peitoral, couraça, corpete".